# Myadora fluctuosa
Myadora fluctuosa is een tweekleppigensoort uit de familie van de Myochamidae. De wetenschappelijke naam van de soort is voor het eerst geldig gepubliceerd in 1861 door Gould.